# Aragonés tensino
El aragonés tensino o simplemente tensino es la variedad dialectal del aragonés hablada en el valle de Tena, en el Alto Gállego (provincia de Huesca, Aragón, España), perteneciente al bloque central. La población local lo emplea en ocasiones esporádicas y solo unos pocos más frecuentemente especialmente en Panticosa y en menor grado en El Pueyo de Jaca, Tramacastilla, Sandiniés y Lanuza. Es uno de los primeros dialectos en estar descritos, gracias a la publicación, en 1986, del libro El aragonés de Panticosa. Gramática, basado en la tesis de licenciatura de Francho Nagore.

## Fonética
En el habla todavía se conservan algunos casos de -ch- en lugar de -ll-
- Estacho
- Gricha
- Grichón

En la toponimia hay muchos más: Espelunciecha, Castiecho, Cochata, Vachato...
Esto son reminiscencias de fonemas "cacuminales" análogos a la che vaqueira que antiguamente eran comunes en todo el Alto Aragón y de los que todavía se encuentran bastantes en el asturiano.
Aunque se diga nombre (nombre) y fambre (hambre) se conserva la parabra flumen en la frase en sale un flumen, diciendo que "en salen muitos" (salen muchos).

## Morfología
- Artículos definidos: o, os, a, as, que después de vocal son ro, ros, ra, ras, representando un caso de evolución de la -LL- latina, (una L geminada), hacia -r- como en el vecino gascón.
- Partícula pronómino-adverbial: bi, que se apostrofa:
  - Bi ha > b'ha
  - Bi heba > b'eba
- Pretérito perfectos en -os en lugar de en -es, que solo se han encontrado en escasa cantidad en aragüesino:
  - puyós, cantós, dihiós
- En panticuto se documenta la presencia del pretérito perfecto fuerte en el verbo tener:
  - tuve, tuvos, tuvo, tubemos, túvois, tuvon.
- Sin embargo, en otros verbos irregulares con perfectos fuertes en aragonés meridional el pasado es regular o débil, como es el caso de poder (pudié, pudiés, pudió, pudiemos, pudiois, pudieron).
- En el pretérito perfecto simple del verbo veyer (ver) se halla una mezcla de formas fuertes y débiles: vie, vios, vido, viemos, viois, vidon.
- Condicional con -b-, -arba, -erba, -irba diferente de cualquier lengua hispánica y que Francho Nagore considera genuino en aragonés según este esquema:
  - Cantar + eba > cantarba.
  - Cantar + ebas > cantarbas.
- Partiipios acabados en -ato/-ata (1ª conjugación), -ito/-ita (2ª y 3ª).